# 云贵鹅耳枥
云贵鹅耳枥（学名：Carpinus pubescens）为桦木科鹅耳枥属的植物。分布于越南北部以及中国大陆的贵州、四川、陕西、云南等地，生长于海拔450米至1,500米的地区，一般生于山谷、山坡林中、山顶和石山坡的灌木林中，目前尚未由人工引种栽培。

## 别名
毛鹅耳枥（中国树木分类学）

## 变种
- 厚叶鹅耳枥（学名：Carpinus pubescens var. firmifolia）为桦木科鹅耳枥属下的一个变种。